# Aeipeplus
Aeipeplus is een geslacht van wantsen uit de familie van de Tingidae (Netwantsen). Het geslacht werd voor het eerst wetenschappelijk beschreven door Drake & Ruhoff in 1962.

## Soorten
Het genus bevat de volgende soorten:

- Aeipeplus brancuccii Péricart, 1985
- Aeipeplus kaianus Drake & Ruhoff, 1962